# Baron Reith

Wappen der Barone Reith

Baron Reith, of Stonehaven in der County of Kincardine, ist ein erblicher britischer Adelstitel in der Peerage of the United Kingdom.

## Verleihung
Der Titel wurde am 21. Oktober 1940 für Sir John Reith, den ersten Generaldirektor der BBC, geschaffen. Dieser war damals Informationsminister im Kabinett Churchill.
Die Baronie ging 1971 beim Tode von Reith auf dessen einzigen Sohn als 2. Baron über. Dieser verzichtete im folgenden Jahr für sich persönlich auf den Titel. Der Titel lebte bei seinem Tod 2016 wieder auf und fiel an seinen einzigen Sohn als 3. Baron.

## Liste der Barone Reith (1940)
- John Charles Walsham Reith, 1. Baron Reith (1889–1971)
- Christopher John Reith, 2. Baron Reith (1928–2016) (Titelverzicht 1972)
- James Harry John Reith, 3. Baron Reith (* 1971)

Titelerbe (Heir apparent) ist der Sohn des aktuellen Barons, Hon. Harry Joseph Reith (* 2006).